# عيسى العيسى
عيسى داود العيسى (ولد 1878 في يافا - توفي في 29 حزيران 1950 في بيروت) هو صحفي، شاعر فلسطيني، ومصدر جريدة فلسطين اليومية.

## نشأته وتعليمه
ولد في يافا لعائلة مسيحية أرثوذكسية، وكان والده داود العيسى يعمل في تجارة الزيت والصابون. درس في مدرسة الفرير في يافا، واصل تعليمه في مدرسة كفتون الأرثوذكسية في شمال لبنان، ومن ثم أتم دراسته في الجامعة الأمريكية في بيروت، وكان يتقن إلى جانب اللغة العربية كل من الأنجليزية، الفرنسية، التركية.

## سيرته المهنية والصحفية
بدأ نشاطه الصحفي في بيروت وأصدر عام 1897 وهو طالب في الجامعة الأمريكية مجلة «النخب» الأسبوعية، مع زميله حافظ عبد الملك. عاد إلى القدس عام 1901 وعمل موظفاً في القنصلية الإيرانية، ومترجماً في دير الأقباط في الأعوام 1902-1903. انتقل عام 1903 إلى مصر، حيث عمل محرراً لصحيفة «الإخلاص»، ثم عمل بعد توقفها عن الصدور محاسباً في مكاتب حكومة السودان في القاهرة، ثم مفتشاً في شركة تبغ أمريكية. عاد إلى فلسطين عام 1910 وعمل في البنك العثماني، وفي عام 1911 أصدر في يافا جريدة فلسطين نصف الأسبوعية، مع ابن عمه يوسف العيسى. وقد اهتمت الجريدة في البداية بشؤون الطائفة الأرثوذكسية وتصدت للإكليروس اليوناني المهيمن على الكنيسة الأرثوذكسية ودعا إلى تحرير الطائفة العربيّة الأرثوذكسية من سلطته، ثم انتقلت إلى التنبيه إلى الخطر الصهيوني والدعوة إلى مقاومة الصهيونية والاستعمار. وكانت أول صحيفة يومية فلسطينية تصدر بانتظام وأطولها عمراً، وقد تعرضت للإغلاق مرتين على يد السلطات العثمانية وعادت إلى الصدور عام 1921. وأصدر العيسى عام 1929، أصدر، بالتعاون مع عزمي النشاشيبي نسخة إنكليزية من صحيفة «فلسطين»، استمرت في الصدور لثلاث سنوات.
ترك العيسى ديوان شعر في السياسة والوجدانيات ومذكرات قيّمة، بعنوان: «من ذكريات الماضي»، عن المراحل التي مرت بها سيرته حتى استقراره في لبنان.

## نشاطه السياسي

### في سورية العثمانية وحكومة فيصل
أيد العيسى حزب اللامركزية الإدارية العثمانية، وطالب بمنح الولايات العربية الخاضعة للسلطنة العثمانية حكماً ذاتياً، وكان واحداً من الموقعين على رسالة دعم وتأييد أرسلت في حزيران 1913 إلى مؤتمر باريس العربي الذي ترأسه عبد الحميد الزهراوي.
في تشرين الأول 1913 أغلقت السلطات العثمانية جريدته بحجة نشرها مقالات «تحرض على التفرقة العنصرية»، ولجأ في نيسان 1914 إلى مصر وحاول  نشر مقالات ضد المشروع الصهيوني في الصحف المصرية التي رفضت معظمها.
عاد إلى فلسطين عام 1914 عشية اندلاع الحرب العالمية الأولى وأعاد إصدار جريدة «فلسطين» التي دعت الحكومة العثمانية إلى البقاء على الحياد، وهذا ما تسبب في غلق الجريدة مجدداً واعتقال ومحاكمة صاحبها، وحكم عليه في دمشق بالسجن لمدة 300 يوم، ثم اسنتؤنف الحكم لاحقاً إلى دفع غرامة بقيمة 50 ليرة ذهبية عثمانية. وفي نهاية سنة 1916، نفته السلطات العثمانية إلى الأناضول.
استقر العيسى في دمشق بعد نهاية الحرب تشرين الأول 1918، وشارك في أعمال الإدارة العربية في دمشق التي شكلها الأمير فيصل، وعمل في الديوان الأميري ثم الملكي، كما شارك في نشاطات «النادي العربي».
شارك في توقيع رسالة بعثها فلسطينيون إلى هيئة مؤتمر السلم العام ووزارة الخارجية البريطانية بتاريخ 12 كانون الأول 1918، يحتجون فيها على خطط إنشاء وطن قومي لليهود في فلسطين. وبعد سقوط حكم الأمير فيصل في دمشق تموز 1920 وقيام سلطة الاحتلال الفرنسية في سورية، أسس مع ابن عمه يوسف العيسى  جريدة «ألف باء» في دمشق.

### في فترة الانتداب البريطاني
عاد في مطلع عام 1921 إلى يافا وأعاد في آذار من نفس العام إصدار جريدة «فلسطين»، التي صارت تصدر ثلاث مرات في الأسبوع وتحولت إلى يومية عام 1930. كما ساهم في  تأسيس الجمعية الإسلامية المسيحية في يافا برئاسة عمر البيطار، التي كان هدفها مقاومة سياسة وعد بلفور.
شارك في الحياة السياسية في فلسطين الانتدابية، فحضر المؤتمر العربي الفلسطيني الخامس الذي عقد في آب 1922، وفي عام وشارك عام 1927 في تأسيس «الحزب الحر الفلسطيني»، الذي تألف في يافا ودعى إلى استقلال فلسطين، كما  ترأّس  العيسى بعض المؤتمرات الأرثوذكسية في فلسطين وشرق الأردن، وانتخب نائباً لرئيس اللجنة التنفيذيّة التي انبثقت منها. كما اختير في أيلول/ سبتمبر 1932 عضواً في اللجنة العليا لصندوق الأمة. كما شارك سنة 1937 في المؤتمر القومي العربي في بلودان الذي دعا إلى رفض تقسيم فلسطين.
في كانون الأول 1934 انتخب عضواً في الهيئة المركزية لحزب الدفاع الوطني المعارض لـ «المجلسيين» ولزعامة الحاج أمين الحسيني، إلا أنه انسحب منه عام 1939 بعد تأجج الثورة ضد قرار تقسيم فلسطين، واتخذ وجريدته موقفاً مستقلاً عن الأحزاب و«وقفاً على خدمة القضية  والمصلحة العامة».
غادر عيسى العيسى إلى لبنان سنة 1938، إلا أن جريدة فلسطين استمرت في الصدور في يافا حتى سقوط المدينة في أيدي الصهاينة في 7 نيسان 1948. ثم عادت للصدور في سنة 1950 من القدس الشرقية بإشراف رجا عيسى العيسى، الابن الأكبر، وتحرير يوسف حنا، واستمرت في الصدور حتى آذار 1967.

## وفاته
توفي في 29 حزيران 1950 في بيروت ودفن فيها.